# K-On!
K-ON! (けいおん!, Keion!) é um mangá japonês escrito e ilustrado por Kakifly. Ele começou a ser publicado na revista Manga Time Kirara na edição de maio de 2007, também  começou outra publicação na revista bimestral Manga Time Kirara Carat desde outubro de 2008. Foi feita uma adaptação para anime com treze episódios, produzidos pela Kyoto Animation exibidos no Japão entre abril e junho de 2009.[carece de fontes?] Um episódio de animação adicional OVA foi lançado em 20 de janeiro de 2010 e seguido pela segunda temporada que levou o nome de K-ON!! e iniciou-se em 7 de abril, terminando em 28 de setembro de 2010. Após o último episódio da segunda temporada um filme foi anunciado, e sua estreia nos cinemas japoneses aconteceu no dia 3 de dezembro de 2011. O título da série vem da palavra em japonês "música leve", keiongaku (軽音楽), uma tradução mais precisa poderia ser música contemporânea ou pop.

## História
Sua história é focada nas ações de um clube escolar de música formado por quatro garotas japonesas do ensino médio. Tudo começa quando a protagonista Yui Hirasawa entra no clube sem saber tocar nenhum instrumento. Ela acaba desistindo após preencher o formulário de inscrição, mas, na hora de sair do clube, acaba sendo convencida pelas outras três garotas, que teriam de desistir do clube se não encontrassem um quarto membro. Eventualmente, ela aprende a ser um excelente guitarrista. Desde então, Yui, a baixista, Mio Akiyama, a baterista, Ritsu Tainaka e a tecladista Tsumugi Kotobuki passam seus dias juntos na escola, realizando atividades no clube, ou simplesmente saem juntas. O clube é supervisionado pela professora de música Sawako Yamanaka, que eventualmente se torna a professora da sala de aula, bem como durante o último ano de colégio das personagens do clube. Um ano depois, quando as garotas entravam no segundo ano do ensino médio, o clube conta com a participação de outra guitarrista, chamada Azusa Nakano. Depois de Azusa juntar-se ao grupo, ele ganha mais estrutura e começa a praticar mais. A história termina no final do terceiro ano para as personagens Yui, Mio, Tsumugi e Ritsu. Todas concordam em participar da mesma universidade após o colegial e deixar o clube para Azusa. A irmã de Yui, a Ui, e Jun, a sua amiga, juntam-se ao clube.

### A banda
Ho-kago Tea Time é uma banda fictícia formada pelas cinco principais personagens do anime K-ON!. Respectivamente pela baixista e vocalista Mio Akiyama (por Yoko Hikasa), pela tecladista Tsumugi Kotobuki (por Minako Kotobuki), pela baterista Ritsu Tainaka (por Satomi Satō), pela guitarrista e vocalista Yui Hirasawa (por Aki Toyosaki) e pela guitarrista Azusa Nakano (por Ayana Taketatsu). Inicialmente a banda se chamava Sakurakou K-ON Bu, como se pode ver em seus primeiros singles, mas após a inserção da personagem Azusa Nakano a partir do episódio 8 do anime em Maio de 2009, o grupo passou a se chamar Ho-kago Tea Time abreviado: HTT (Hora do Chá Depois da Escola) que executa as canções-tema do anime. Além de lançar diversos singles musicais. Os dois singles de estreia, "Cagayake! GIRLS" e Don't say "lazy" foram lançados simultaneamente em 22 de abril de 2009. "Cagayake! GIRLS" com vocais principais de Yui Hirasawa (Aki Toyosaki) enquanto Don't say "lazy", foi liderado por Mio Akiyama (Yoko Hikasa). Devido à popularidade da série de anime, Don't say "lazy" atingiu a segunda colocação na Oricon, enquanto "Cagayake! GIRLS" ficou na quarta colocação. Após o sucesso de seus dois primeiros singles, o grupo lançou seu terceiro single, "Fuwa Fuwa Time" em 20 de maio de 2009, que alcançou a terceira posição na Oricon. Em Maio de 2009 a banda Sakurakou K-ON Bu juntou-se a personagem Nakano Azusa (dublada por Taketatsu Ayana), formando assim o grupo Ho-Kago Tea Time (HTT). Eles lançaram seu primeiro mini-álbum "Ho-Kago Tea Time" em 22 de julho de 2009. O álbum alcançou o topo da classificação da Oricon, tornando o Hokago Tea Time a primeira banda de anime a conseguir esse feito. Em abril de 2010 os singles "Go!Go! Maniac" e  "Listen!!" alcançaram novamente o topo da Oricon, sendo que elas ocuparam o primeiro e o segundo lugar. Novamente a banda consegue a proeza de ocupar as posições mais altas do ranking da Oricon, com os singles "No, Thank You!" e "Utauyo!! Miracle" lançados em agosto de 2010, que se localizaram na segunda e terceira posição. O single "Gohan wa okazu" / "U & I" lançado em setembro de 2010 estreou na terceira colocação na parada de singles da Oricon, vendendo 53 mil cópias em sua primeira semana.
Toshimi Yotsumoto da editora japonesa ASCII Media Works salientou que as personagens de K-ON! têm sobrenomes derivados de membros das bandas japonesas P-Model e The Pillows.
Wakaba Girls é a banda que se forma por Azusa Nakano, Ui Hirasawa e Jun Suzuki logo ao final da segunda temporada do anime, tendo sua aparição somente no mangá, além das três são introduzidas mais duas personagens, Sumire Saitō e Nao Okuda. Desta vez Azusa Nakano foi indicada a ser a vocalista da banda. Wakaba Girls não lançam nenhuma música, utilizando apenas composições da banda Ho-kago Tea Time, pois não tiveram muito tempo para criar suas músicas.

## Personagens

### Ho-kago Tea Time
Yui Hirasawa (平沢 唯, Hirasawa Yui)
Dubladora (Seiyū): Aki Toyosaki
Alegre, distraída, atrapalhada e um pouco preguiçosa. Essa é Yui Hirasawa, a guitarrista da banda do clube de música leve e protagonista do anime. Quando iniciou a sua vida como uma colegial, Yui recebeu um conselho de sua amiga de infância, Nodoka, para que ingressasse em algum clube escolar. Depois de procurar por diversos clubes, ela finalmente chega ao clube de música ambiente, onde conhece Ritsu, Mio e Tsumugi, que, para evitar o fechamento do clube de música ambiente, recruta a garota, que mal sabia tocar um instrumento musical. Porém, com muito esforço e uma ajuda de suas amigas, Yui se torna uma ótima guitarrista.
Yui tem o cabelo marrom na altura do ombro (um pouco maior que o de Ritsu) e olhos castanhos. Ela tem bastante gosto por qualquer tipo de comida (e, apesar disso, nunca engorda).

Mio Akiyama (秋山 澪, Akiyama Mio)
Dubladora (Seiyū): Yōko Hikasa
Boa aluna, muito bonita e talentosa, Mio Akiyama é a baixista e vocalista da banda do clube de música ambiente. Mio é muito amiga de Ritsu e, graças a ela, ingressou na carreira musical (mesmo que Ritsu tenha distorcido um pouco a história de como elas decidiram formar uma banda). De personalidade calma e muito tímida, Mio é sempre bem vista aos olhos das amigas, em especial, Ritsu e Yui, que vivem imaginando ela em trajes de lolita. Tem senso de liderança e também é bastante medrosa, chegando a ter medo de coisas bobas, como cortes no dedo e cracas.

Ritsu Tainaka (田井中 律, Tainaka Ritsu)
Dubladora (Seiyū): Satomi Satō
De temperamento agitado e explosivo, Ritsu é a baterista e fundadora da banda do clube de música leve. Apesar de ser bem agitada, Ritsu é uma ótima pessoa, mas às vezes, faz com que sua melhor amiga, Mio, perca a paciência com ela. Ritsu se auto-proclamou presidente do clube e está disposta a "dar o sangue" para fazer com que o seu sonho de tocar no Budokan se torne realidade.
Tsumugi Kotobuki (琴吹 紬, Kotobuki Tsumugi)
Dubladora (Seiyū): Minako Kotobuki
Pensando que o clube de música leve era um grupo de coral, Tsumugi entra para o clube de música leve após uma grande insistência de Ritsu. Calma, meiga e muito bonita, Tsumugi (ou Mugi-chan) é a tecladista da banda. Ela é filha do dono de uma rede de vendas de instrumentos musicais e é muito rica. Adora trazer guloseimas e chá para as amigas comerem com ela durante as reuniões do clube.

### Wakaba Girls
Azusa Nakano (中野 梓, Nakano Azusa)
Dubladora (Seiyū): Ayana Taketatsu
Filha de músicos de Jazz profissionais, Azusa chega ao clube de música leve com o intuíto de se juntar à banda, depois de ver a apresentação das garotas no dia de início às aulas. Porém, ela se decepciona um pouco com a atitude das meninas, que pouco ensaiam. Mas depois de muita insistência das garotas, ela consegue se firmar na banda. Mesmo se declarando uma iniciante, Azusa mostra muito potencial e habilidade com a guitarra. Azusa, assim como Mio, também é alvo das brincadeirinhas das meninas. É chamada pelo apelido Azu-Nyan (algo como Azu-Miau) pelo motivo de ser fofa como um gato.
Ui Hirasawa (平沢 憂, Hirasawa Ui)
Dubladora (Seiyū): Madoka Yonezawa
É a irmã mais nova de Yui. É ela quem faz o papel de irmã mais velha ao invés de Yui. É bastante responsável, sabendo cozinhar e cuidar dos afazeres domésticos, sem a ajuda de sua atrapalhada irmã. Ao final do anime se junta a banda Wakaba Girls.
Jun Suzuki (鈴木 純, Suzuki Jun)
Dubladora (Seiyū): Yoriko Nagata
Jun é colega da Azusa e da Ui. Uma vez Ui tenta levá-la a participar do clube de música leve, mas, ela recusou devido à uma visita estranha ao clube. No entanto, ela começa a se arrepender quando ouve falar de todas as atividades que o clube faz. Ela tem um gato de estimação.
Sumire Saitō (斉藤 菫, Saitō Sumire)
Sumire é uma empregada da família Kotobuki e amiga de infância de Tsumugi, elas tem a aparência muito semelhante, além de ser tímida. Ela é a baterista da banda Wakaba Grils.
Nao Okuda (奥田 直, Okuda Nao)
Pertence a mesma classe da Sumire e não tem nenhuma habilidade com instrumentos musicais, por este motivo ela decide ser a produtora musical da banda, onde cria músicas pelo computador e nos shows trabalha com os efeitos musicais.

### Outros
Sawako Yamanaka (山中 さわ子, Yamanaka Sawako)
Dubladora (Seiyū): Asami Sanada
Sawako Yamanaka é uma jovem e gentil professora de música do colégio de Yui e suas amigas. De personalidade dócil, ela sempre está disposta a ajudar seus alunos. Há 8 anos pertenceu ao grupo de música leve e, junto de outras garotas, montou uma banda de heavy metal, que mostrava um outro lado seu: agressiva e selvagem. É forçada pelo atual grupo de música leve a se tornar conselheira do clube para que ele fosse reconhecido. Apesar de ser boa pessoa, é muito exigente para com as meninas.
Nodoka Manabe (真鍋 和, Manabe Nodoka)
Dubladora (Seiyū): Chika Fujitou
Amiga de infância de Yui. É bem tranquila, inteligente e adora estar na companhia de Yui. Faz parte do conselho estudantil do colégio. Em seu segundo ano, ela cai na mesma classe da Mio, para o alegria da mesma, pois ela é a única pessoa que a Mio conhece em sua classe. Em seu terceiro ano, ela se torna a presidente do conselho estudantil e acaba na mesma classe que Yui e as outras. Ela também se torna a presidente do fã-clube da Mio.
Megumi Sokabe (曽我部 恵, Sokabe Megumi)
Dubladora (Seiyū): Asumi Kodama
Megumi foi a presidente do conselho estudantil antes da Nodoka que a sucedeu em seu terceiro ano. Ela também era a presidente do fã-clube da Mio. Durante seus últimos dias na escola. A banda oferece-lhe uma canção como um presente de formatura.
Satoshi Tainaka (田井中 聡, Tainaka Satoshi)
Dublador (Seiyū): Mika Itou
Satoshi Tainaka é o irmão mais novo da Ritsu Tainaka. Ele aparece pela primeira vez quando Ritsu está voltando para casa com ele depois de ir ao cinema. Satoshi já conhece Mio, porque ela e Ritsu têm sido amigas desde muito tempo, mas torna-se tímido quando Ritsu leva o resto do clube de música leve sem lhe dizer nada.

## Mídia

### Mangá
K-ON! começou como mangá escrito e ilustrado por Kakifly. Iniciou sua publicação na revista Manga Time Kirara desde a edição de maio de 2007, e também teve outra publicação na revista bimestral Manga Time Kirara Carat desde outubro 2008. O primeiro volume foi lançado em 26 de abril de 2008 e o segundo em 26 de fevereiro de 2009. O terceiro volume foi lançado em 2 de janeiro de 2010, o quarto e último volume foi lançado em 27 de setembro de 2010. Há também uma antologia intitulada Minna De Untan!, que apresenta várias tiras de vários artistas convidados. Foi lançada uma antologia oficial intitulada K-On! Anthology Comic (けいおん!アンソロジーコミック, Keion! Ansorojī Komikku) com o primeiro volume publicado em 27 de novembro de 2009 pela Houbunsha. O segundo volume foi publicado em 27 de abril de 2010 e o terceiro volume foi lançado em 26 de agosto de 2010. O mangá de K-On! voltou a ser publicado em abril de 2011, em duas revistas. Os capítulos publicados na revista Manga Times Kirara são focados no elenco principal frequentando a faculdade, enquanto os capítulos publicados na revista Manga Time Kirara Carat são focados na Azusa, Ui, Jun no clube de música leve.
No Brasil, o mangá foi licenciado pela editora NewPOP, sendo que o primeiro volume foi lançado em julho de 2011 e os três volumes restantes foram publicados em janeiro, junho e outubro de 2012, respectivamente.[carece de fontes?] Posteriormente os mangás de K-On! Faculdade e K-On! Colégio também foram publicados pela editora no Brasil, tendo o lançamento ocorrido em dezembro de 2013 para o K-On! Faculdade e abril de 2014 para o mangá K-On! Colégio.

### Anime

Logo da segunda temporada do anime

Foram adaptados 13 episódios + 1 episódio extra para a 1.ª temporada do anime dirigido por Naoko Yamada, escrito por Reiko Yoshida e produzido pela Kyoto Animation, exibidos entre 3 de abril e 26 de junho de 2009 no Japão pela emissora TBS. Os episódios começaram a ser exibidos em redes subsequentes em datas posteriores que incluem BS-i, MBS e Chubu-Nippon Broadcasting. Sete volumes em DVDs e Blu-ray Disc foram lançados pela Pony Canyon entre 29 de julho de 2009 e 20 de janeiro de 2010. Um OVA foi lançado junto com o último DVD e os volumes de Blu-Ray Disc em 20 de janeiro de 2010. A distribuidora Bandai Entertainment anunciou em seu painel na Expo Anime 2010 que adquiriu a série animada K-ON!.. Uma segunda temporada da franquia K-ON! foi anunciada após o concerto ao vivo "Let's Go!" em Yokohama.. A segunda temporada com o título K-ON!! (Com dois pontos de exclamação) começou a ser exibida após a meia-noite na emisora TBS no Japão em 7 de abril de 2010 e terminou em 28 de setembro de 2010 com 26 episódios. Um novo episódio extra foi lançado junto com o último volume de DVD e BD em 16 de março de 2011.

### Filme
Após o final do ultímo episódio da segunda temporada do anime, um filme sobre a série foi anunciado e foi produzido pela Kyoto Animation. A data de estreia do filme de K-ON! foi anunciada no evento ao vivo "Come With Me!", realizado no Saitama Super Arena em 20 de fevereiro de 2011, e no site oficial do anime. O filme estreou nos cinemas japoneses em 3 de dezembro de 2011. A história ocorre no período em que as personagens estão no último ano.

### Música
O tema de abertura da primeira temporada do anime é "Cagayake! GIRLS" Por Aki Toyosaki com Yoko Hikasa, Satomi Sato e  Minako Kotobuki. O tema de encerramento é "Don't say 'lazy'" por Yoko Hikasa com Aki Toyosaki, Satomi Sato e Minako Kotobuki. Os singles da abertura e encerramento do anime foram lançados em 22 de abril de 2009. A canção inserida "Fuwa Fuwa Time" utilizada no episódio 6 foi lançado em 20 de maio de 2009. Foi lançado uma série de singles de músicas com canções cantadas pelas vozes das atrizes das cinco personagens principais. Os singles de Yui (por Aki Toyosaki) e Mio (por Yoko Hikasa) foram lançados em 17 de junho de 2009. Os singles da Ritsu (por Satomi Sato) e Tsumugi (por Minako Kotobuki)  foram adiados, mas acabaram sendo liberados junto com o single da Azusa (por Ayana Taketatsu) em 26 de agosto de 2009. Os singles de Ui Hirasawa (por Madoka Yonezawa) e Nodoka Manabe (por Chika Fujitō) foram lançados em 21 de outubro de 2009. A trilha sonora original do anime, em grande parte composta por Hajime Hyakkoku, foi lançado em 3 de junho de 2009.  As quatro canções de destaque no episódio 8 do anime foram lançados no mini álbum chamado Ho-kago Tea Time em 22 de julho de 2009. O single "Maddy Candy" da banda Death Devil da Sawako foi lançado em 12 de agosto de 2009. O primeiro tema de abertura da segunda temporada do anime é "Go! Go! Maniac" e o primeiro tema de encerramento é "Listen", as duas canções são cantadas por Aki Toyosaki com Yoko Hikasa, Satomi Sato, Minako Kotobuki e Ayana Taketatsu. Os singles contendo as canções foram lançadas em 28 de abril de 2010. Do episódio 14 em diante, a abertura e o encerramento mudam para os temas "Utauyo! Miracle" e "No, Thank You!", por Toyosaki, Hikasa, Sato, Kotobuki e Taketatsu. Os singles que contém estas canções foram lançados em 4 de agosto de 2010. O single "Pure Pure Heart", também cantado por Toyosaki, Hikasa, Sato, Kotobuki e Taketatsu foi lançado em 2 de junho de 2010. Outro single, "Love", da banda Death Devil da Sawako foi lançado em 23 de junho de 2010. Um novo single cantado por Toyosaki "Gohan wa okazu / U & I", foi lançado em 8 de setembro de 2010. O compositor Bice que escreveu a canção "Gohan wa okazu" morreu em julho de 2010 de um ataque cardíaco. Um segundo conjunto de  foi lançado. Começando com os singles de Yui e Mio que foram lançados em 21 de setembro de 2010. Os singles das personagens Ritsu, Tsumugi e Azusa foram lançados no dia 17 de Novembro de 2010. Um álbum intitulado "Ho-kago Tea Time II" foi lançado em 27 de outubro de 2010 em CD e fita cassete. Os últimos singles de canções das personagens correspondentes as personagens Jun Suzuki, Nodoka e Ui foram lançados em 19 de janeiro de 2011. Os singles e álbuns foram lançados pela Pony Canyon.

### Videogame
Em 2010 foi divulgado um jogo para a plataforma PlayStation Portable (PSP) Intitulado "K-ON! Ho-kago Live!!" da SEGA. O jogo musical tem como objetivo que o jogador pressione um botão correspondente no momento que ele aparece na tela. O jogo também tem como tema as músicas do anime. O jogo possui um multiplayer de até 5 jogadores. O jogo foi lançado dia 30 de setembro de 2010 e apresenta 19 canções da primeira fase do anime e juntamente com o primeiro conjunto de músicas de canções das personagens. O jogador pode personalizar as roupas, cabelo e acessórios das personagens, além de poder modificar a sala de música leve e o quarto da Yui. Há também um criador de músicas personalizadas. Uma remasterização do jogo em HD foi lançado para o Playstation 3 em 21 de Junho de 2012.